# Коврайська Друга сільська рада
Ковра́йська Дру́га сільська́ ра́да — колишня адміністративно-територіальна одиниця та орган місцевого самоврядування в Золотоніському районі Черкаської області. Адміністративний центр — село Коврай Другий.

## Загальні відомості
- Населення ради: 489 осіб (станом на 2001 рік)

## Населені пункти
Сільській раді були підпорядковані населені пункти:
- с. Коврай Другий

## Склад ради
Рада складалася з 12 депутатів та голови.
- Голова ради: Костенко Валентина Василівна
- Секретар ради: Василенко Таїса Іванівна

### Керівний склад попередніх скликань
| Прізвище, ім'я, по батькові  | Основні відомості                                                 | Дата обрання | Дата звільнення |
| ---------------------------- | ----------------------------------------------------------------- | ------------ | --------------- |
| Костенко Валентина Василівна | Сільський голова, 1961 року народження, освіта вища, позапартійна | 26.03.2006   | 31.10.2010      |
| Костенко Валентина Василівна | Сільський голова, 1961 року народження, освіта вища, позапартійна | 31.10.2010   |                 |

Примітка: таблиця складена за даними сайту Верховної Ради України

### Депутати
За результатами місцевих виборів 2010 року депутатами ради стали:

#### За суб'єктами висування
| Суб'єкт висування | Кількість обраних депутатів | %  |
| ----------------- | --------------------------- | -- |
| Самовисування     | 9                           | 75 |
| Партія регіонів   | 3                           | 25 |

#### За округами
| № округу        | Прізвище, ім'я, по батькові    | Дата визнання обраним | Освіта             | Партійна приналежність | Відомості про обраного депутата          |
| --------------- | ------------------------------ | --------------------- | ------------------ | ---------------------- | ---------------------------------------- |
| Партія регіонів |                                |                       |                    |                        |                                          |
| 6               | Василенко Таїса Іванівна       | 03.11.2010            | середня спеціальна | член Партії регіонів   | Коврайська Друга с/рада, секретар        |
| 7               | Томащук Ірина Анатоліївна      | 03.11.2010            | середня спеціальна | позапартійна           | В декретній відпустці                    |
| 10              | Василенко Любов Віталіївна     | 03.11.2010            | середня            | член Партії регіонів   | тимчасово не працює                      |
| Самовисування   |                                |                       |                    |                        |                                          |
| 1               | Хараджі Валентин Олексійович   | 03.11.2010            | середня            | позапартійний          | пенсіонер                                |
| 2               | Борщенко Олександр Миколайович | 03.11.2010            | середня спеціальна | позапартійний          | СТОВ "Пальміра"Відділ Коврай, водій      |
| 3               | Скоряк Лілія Олександрівна     | 03.11.2010            | середня спеціальна | позапартійна           | ПП «Тесленко», продавець                 |
| 4               | Тесля Юлія Вікторівна          | 03.11.2010            | вища               | позапартійна           | тимчасово не працює                      |
| 5               | Шпундра Василь Іванович        | 03.11.2010            | середня            | позапартійний          | СТОВ "Пальміра"Відділ Коврай, робочий    |
| 8               | Горьова Надія Володимирівна    | 03.11.2010            | середня спеціальна | позапартійна           | СТОВ "Пальміра"Відділ Коврай, обліковець |
| 9               | Шадловська Віра Михайлівна     | 03.11.2010            | середня спеціальна | позапартійна           | Сільський клуб, завклубом                |
| 11              | Марченко Віра Костянтинівна    | 03.11.2010            | середня            | позапартійна           | тимчасово не працює                      |
| 12              | Чижик Наталія Олександрівна    | 03.11.2010            | середня спеціальна | позапартійна           | Коврайська Друга с/рада, землевпорядник  |